# Andrej Syhmantowitsch
Andrej Wikentjewitsch Syhmantowitsch (belarussisch Андрэй Вікенцьевіч Зыгмантовіч; russisch Андрей Викентьевич Зыгмантович ‚Andrei Wikentjewitsch Sygmantowitsch‘, englische Transkription Andrei Vikentyevich Zygmantovich; * 2. Dezember 1962 in Minsk, BSSR, Sowjetunion) ist ein ehemaliger sowjetischer und belarussischer Fußballspieler und aktueller Fußballtrainer.
Andrej Syhmantowitsch  gehörte von 1981 bis 1991 der ersten Mannschaft von Dynamo Minsk an und wurde mit diesem Team 1982 überraschend sowjetischer Meister. Im Jahr 1987 stand er mit seiner Mannschaft im Endspiel des  sowjetischen Pokals gegen Dynamo Kiew. Minsk verlor dieses Spiel durch Elfmeterschießen. Nachdem er in der Saison 1991/92 in den Niederlanden für den FC Groningen gespielt hatte, kehrte der defensive Mittelfeldspieler 1992 zunächst zu Dynamo Minsk zurück. Im Jahr 1993 wechselte er dann nach Spanien zu Racing Santander, wo er nach der Saison 1995/96 seine aktive Laufbahn beendete.
Für die Sowjetische Nationalmannschaft spielte Syhmantowitsch zwischen 1984 und 1990 insgesamt 36-mal und erzielte drei Tore. Er nahm an der  Weltmeisterschaft 1990 in Italien teil und kam bei diesem Turnier zweimal zum Einsatz; im letzten Spiel gegen Kamerun erzielte er ein Tor.
In den Jahren 1992 und 1994 wurde Syhmantowitsch zum belarussischen Fußballer des Jahres gewählt. Zwischen 1992 und 1995 kam er zu neun Einsätzen für die belarussische Fußballnationalmannschaft.